# Skate nos Jogos Pan-Americanos Júnior de 2021
As competições de skate nos Jogos Pan-Americanos Júnior de 2021 em Cáli—Valle, Colômbia, aconteceram no dia 26 de novembro de 2021, todas na modalidade street. Com a participação de 8 atletas na categoria feminina e 9 atletas na categoria masculina, as provas ocorreram no Skate Park Calida na cidade de Cáli.

## Calendário
Horário local (UTC-5).
| Data           | Horário | Fase            |
| -------------- | ------- | --------------- |
| 26 de novembro | 13:30   | Final feminina  |
| 26 de novembro | 15:30   | Final masculina |

## Medalhistas

#### Feminino
| Ouro   | BRA Pâmela Rosa  |
| Prata  | MEX Itzel Flores |
| Bronze | USA Ramsey Poe   |

#### Masculino
| Ouro   | BRA Lucas Rabelo        |
| Prata  | PER Angelo Giovani      |
| Bronze | COL Juan Carlos Polania |

## Finais

### Feminina
| Pos. | Skatista         | CON                | Corrida | Corrida | Manobras | Manobras | Manobras | Manobras | Manobras | Total |
| Pos. | 1                | CON                | 1       | 2       | 1        | 2        | 3        | 4        | 5        | Total |
| ---- | ---------------- | ------------------ | ------- | ------- | -------- | -------- | -------- | -------- | -------- | ----- |
| 1    | Pâmela Rosa      | BRA Brasil         | 3.66    | 3.89    | 2.51     | 2.18     | 0.00     | 2.63     | 0.00     | 12.69 |
| 2    | Itzel Granados   | MEX México         | 8.74    | 2.57    | 1.34     | 1.26     | 0.00     | 0.00     | 3.22     | 8.74  |
| 3    | Ramsey Poe       | USA Estados Unidos | 6.88    | 2.32    | 1.62     | 1.22     | 0.00     | 1.72     | 0.00     | 6.88  |
| 4    | Vianez Melina    | PRI Porto Rico     | 4.91    | 1.39    | 0.00     | 1.07     | 0.84     | 1.01     | 1.02     | 4.91  |
| 5    | Brigitte Alondra | PER Peru           | 0.72    | 0.78    | 1.03     | 0.00     | 0.86     | 0.00     | 0.00     | 3.39  |
| 6    | Valentina Paz    | CHI Chile          | 0.46    | 0.39    | 1.14     | 0.78     | 0.00     | 0.00     | 0.00     | 2.77  |
| 7    | Manuela Colorado | COL Colômbia       | 0.53    | 0.69    | 0.00     | 0.65     | 0.00     | 0.00     | 0.00     | 1.87  |
| 8    | Giannie Sossa    | BOL Bolívia        | 0.43    | 0.41    | 0.00     | 0.00     | 0.31     | 0.00     | 0.00     | 1.15  |

### Masculina
| Pos. | Skatista        | CON            | Corrida | Corrida | Manobras | Manobras | Manobras | Manobras | Manobras | Total |
| Pos. | 1               | CON            | 1       | 2       | 1        | 2        | 3        | 4        | 5        | Total |
| ---- | --------------- | -------------- | ------- | ------- | -------- | -------- | -------- | -------- | -------- | ----- |
| 1    | Lucas Rabelo    | BRA Brasil     | 4.26    | 4.42    | 7.35     | 0.00     | 8.71     | 8.64     | 0.00     | 29.12 |
| 2    | Angelo Giovanni | PER Peru       | 3.53    | 7.50    | 0.00     | 0.00     | 7.80     | 0.00     | 5.40     | 24.23 |
| 3    | Juan Carlos     | COL Colômbia   | 3.51    | 6.04    | 5.47     | 0.00     | 7.14     | 0.00     | 0.00     | 22.16 |
| 4    | Jesus Javier    | CHI Chile      | 3.05    | 5.52    | 3.86     | 5.46     | 0.00     | 6.61     | 2.02     | 21.45 |
| 5    | Joel de Castro  | ARG Argentina  | 4.17    | 4.05    | 4.00     | 5.91     | 3.82     | 0.00     | 0.00     | 18.73 |
| 6    | Jesus Humberto  | MEX México     | 6.03    | 4.28    | 0.00     | 0.00     | 0.00     | 0.00     | 7.26     | 17.57 |
| 7    | Rio Batan       | PRI Porto Rico | 3.88    | 5.42    | 5.87     | 0.00     | 0.00     | 0.00     | 0.00     | 15.17 |
| 8    | Juan Diego      | BOL Bolívia    | 3.82    | 3.77    | 0.00     | 2.07     | 1.92     | 1.69     | 0.00     | 11.58 |
| 9    | Joel Jahmaze    | JAM Jamaica    | 0.10    | 0.27    | 0.00     | 0.00     | 0.00     | 0.00     | 0.00     | 0.37  |

## Quadro de medalhas
| Pos.               | País               | Ouro | Prata | Bronze | Total |
| ------------------ | ------------------ | ---- | ----- | ------ | ----- |
| 1                  | BRA Brasil         | 2    | 0     | 0      | 2     |
| 2                  | MEX México         | 0    | 1     | 0      | 1     |
| 2                  | PER Peru           | 0    | 1     | 0      | 1     |
| 4                  | COL Colômbia       | 0    | 0     | 1      | 1     |
| 4                  | USA Estados Unidos | 0    | 0     | 1      | 1     |
| Total (5 entradas) | Total (5 entradas) | 2    | 2     | 2      | 6     |